# Ampul (mis)
Een ampul of buret is een glazen of metalen schenkkannetje dat tijdens de katholieke eucharistieviering wordt gebruikt om water en wijn in de kelk te gieten. Ampullen komen steeds per paar voor.
Ze zijn dikwijls van zilver en zijn veelal sluitbaar met een kapje. Vooral de barokke exemplaren vallen op door hun rijke versiering. Vaak is de ampul voor de wijn versierd met druivenranken, de ampul voor het water met golfjes, vissen of schelpen. De ampul die voor het water bestemd is, is ook vaak te herkennen aan de letter A (Aqua) en deze voor de wijn draagt dan de letter V (Vinum). Bij de ampullen hoort doorgaans een zilveren lavaboblad, soms met noppen waarop de ampullen precies passen en dat in de eucharistieviering bij de handenwassing (lavabo) wordt gebruikt.
De ampul met het water wordt in de eucharistieviering een derde maal gebruikt bij de ablutie (het reinigen van de kelk en van de vingers van de priester na de H. Communie).
In de neogotiek kwamen glazen modellen in verguld koperen monturen in de mode. Door de breekbaarheid van dit materiaal is dit type ampul tegenwoordig zeldzaam en kostbaar.
Sinds het Tweede Vaticaans Concilie wordt op vele plaatsen waar de eucharistie volgens de liturgie van Paulus VI wordt gevierd, de handenwassing niet met behulp van de waterampul uitgevoerd, maar met een specifieke schenkkan en schaal: de lavabokan en lavaboschaal.

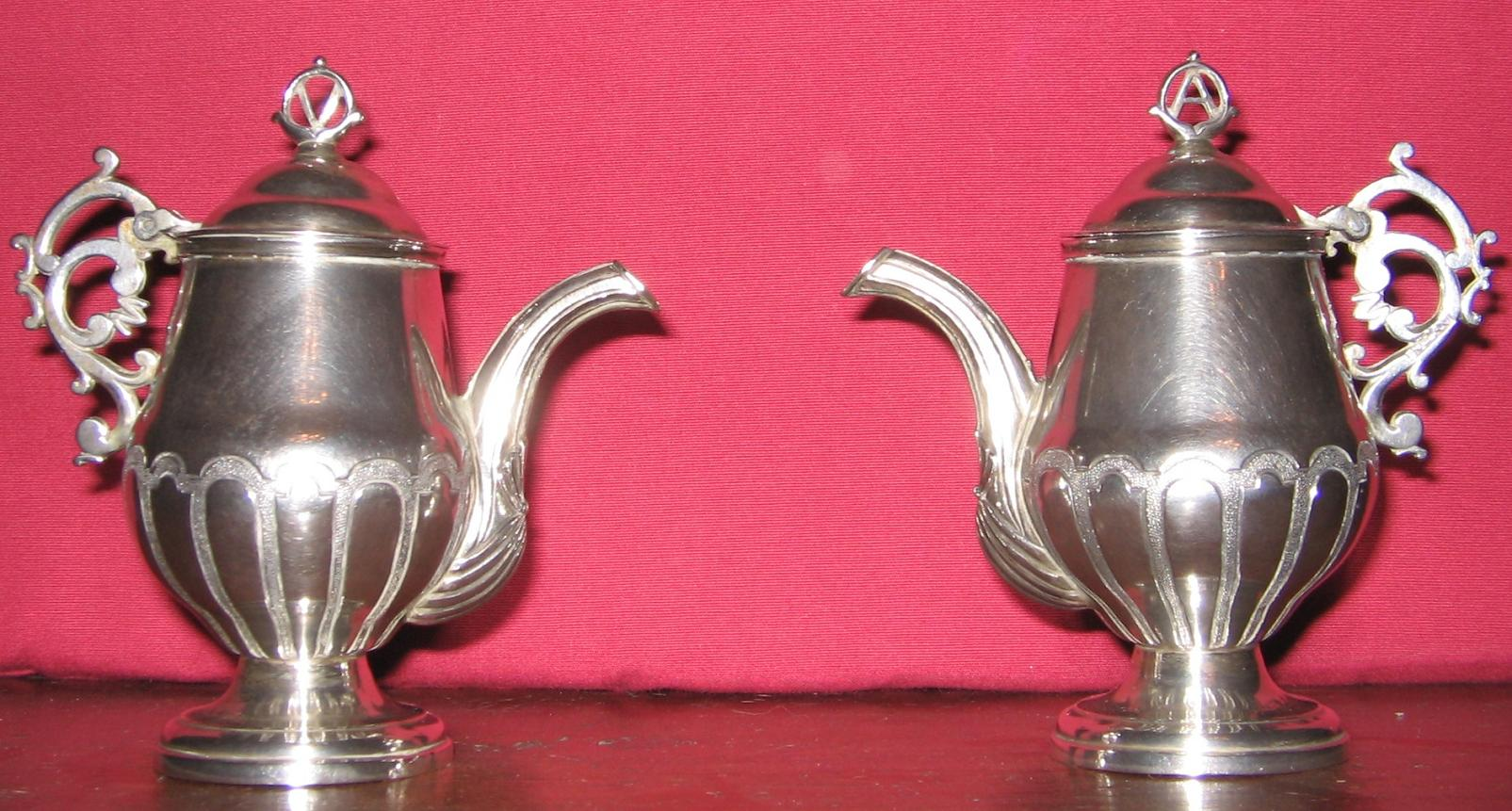
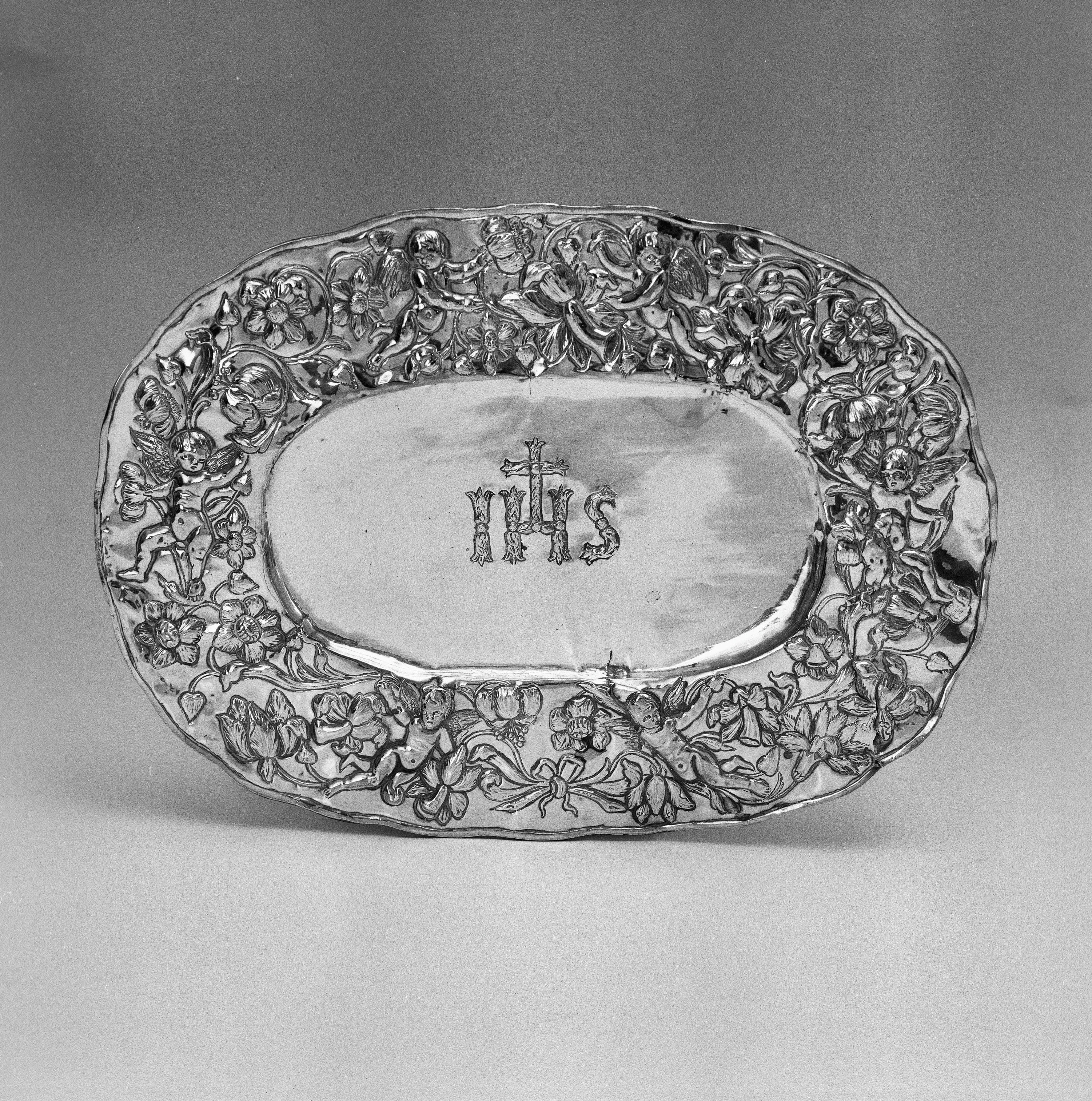
Zilveren ampullenblad van Sybertus Kaen